# Konstal 14N
14N ist die Typenbezeichnung für eine kleine Großraumwagenserie des polnischen Herstellers Konstal. Auf Grund der Erfahrungen mit den Warschauer 13N-Wagen wurde ein vereinfachtes Fahrzeug für die anderen polnischen Straßenbahnbetriebe konstruiert.
Insgesamt wurden 1963 und 1967 drei Wagen: ein 14N-Triebwagen und ein 14N+14ND-Zug hergestellt.
Aufgrund der hohen Ausfallrate von Prototypen (Probleme mit den Bremsen beim 14ND-Beiwagen, Überspannungen beim Anlassen der Elektromotoren) wurde die Serienproduktion nicht aufgenommen.

## Technik
14N ist ein vierachsiger Einrichtungs-Großraumwagen mit zwei Drehgestellen. Der Wagenkasten hat drei vierteilige Falttüren auf der linken Seite, von denen die mittlere schmäler als die Vordertür und Hintertür sind. Die Schiebefenster sind geteilt. Die Drehgestelle werden von je zwei 41,5 kW leistenden Gleichstrommotoren des Typs Dolmel LTa-220 angetrieben. Im Gegensatz zu den 13N-Wagen sind die Elektromotoren unmittelbar angelassen, d. h. sie haben keine Schützensteuerung.
Die Stromzufuhr erfolgt über einen auf dem vorderen Wagenteil montierten Stromabnehmer. Bei dem ersten Prototyp des Triebwagens handelte es sich um einen Scherenstromabnehmer, wobei der zweite Prototyp einen Zweiholmstromabnehmer des Typs OTK-1 erhielt. Außerdem hatte der erste Prototyp keine Mehrfachsteuerungsdosen.

## Einsatz und Ausmusterung
Der erste Prototyp 14N wurde in das Oberschlesische Industriegebiet geliefert, wo er den Nummer 129 erhielt. Er wurde 1971 oder 1975 ausgemustert und verschrottet. Der zweite Prototyp des 14N-Typs mit dem 14ND-Beiwagen wurde ebenfalls in das Oberschlesische Industriegebiet geliefert. Der Triebwagen erhielt die Nummer 140, während der Beiwagen die Nummer 141. Aufgrund der hohen Ausfallrate des Zuges wurden beide Wagen zu den Typen 13NS bzw. 13NSD umgebaut, indem man die Schützensteuerung installierte. Diese Umbauwagen wurden 1985 außer Dienst gestellt und verschrottet.